# Ḩājjī Shīrkīā
Ḩājjī Shīrkīā är en ort i Iran.   Den ligger i provinsen Gilan, i den nordvästra delen av landet, 200 km nordväst om huvudstaden Teheran. Ḩājjī Shīrkīā ligger 818 meter över havet och antalet invånare är 135.
Terrängen runt Ḩājjī Shīrkīā är kuperad norrut, men söderut är den bergig. Runt Ḩājjī Shīrkīā är det ganska glesbefolkat, med 45 invånare per kvadratkilometer. Närmaste större samhälle är Manjīl, 17,3 km väster om Ḩājjī Shīrkīā. I omgivningarna runt Ḩājjī Shīrkīā växer i huvudsak blandskog.